# Santo Tomas (Davao del Norte)
Santo Tomas è una municipalità di prima classe delle Filippine, situata nella Provincia di Davao del Norte, nella Regione del Davao.
Santo Tomas è formata da 19 baranggay:
- Balagunan
- Bobongon
- Casig-Ang
- Esperanza
- Kimamon
- Kinamayan
- La Libertad
- Lungaog
- Magwawa
- New Katipunan
- New Visayas
- Pantaron
- Salvacion
- San Jose
- San Miguel
- San Vicente
- Talomo
- Tibal-og (Pob.)
- Tulalian